# Yesterdays (джазовый стандарт)
«Yesterdays» (с англ. — «Прошедшие дни») — песня 1933 года о ностальгии, написанная Джеромом Керном на слова Отто Харбаха. Они написали песню для «Роберты», мюзикла, основанного на романе «Платья Роберты» Элис Дьюер Миллер. В 1935 году вышла киноадаптация мюзикла, где песню исполнила Айрин Данн. «Yesterdays» была омрачена более популярной песней мюзикла «Smoke Gets in Your Eyes», которая стала хитом номер один для оркестра Пола Уайтмена.
Тем не менее, позже песню перезаписывало множество артистов, включая Билли Холидей, Майлза Дэвиса, Ларри Корьелла, Марианну Фейтфулл, Эллу Фицджеральд, Стэна Гетца, Хелен Меррилл, Коулмена Хокинса, Анита О’Дэй, Оскара Питерсона, Джо Стаффорд и Барбру Стрейзанд, и она стала стандартом.